# Abdelilah Benkirane
Abdelilah Benkirane in arabo عبد الإله ابن كيران (Rabat, 8 aprile 1954) è un politico marocchino, Capo del Governo del Marocco dal novembre 2011 al marzo 2017.

## Biografia
Nasce a Rabat da un'antica famiglia originaria di Fès.
Dal 20 luglio 2008 è leader del Partito della Giustizia e dello Sviluppo. Il suo partito ha ottenuto la maggioranza relativa, aggiudicandosi 107 seggi su 395, alle elezioni parlamentari del 2011 e pertanto egli è stato designato alla carica di Primo ministro.
Ha rappresentato Salé nel parlamento del Marocco dal 14 novembre 1997.
Le idee politiche di Benkirane combinano democrazia ed Islam. In un'intervista del 2011 disse:
Il 17 marzo 2017, il re Muhammad VI del Marocco gli ha revocato l'incarico di Primo ministro, per affidarlo a Saâdeddine El Othmani.